# Igreja Matriz de Nossa Senhora das Candeias

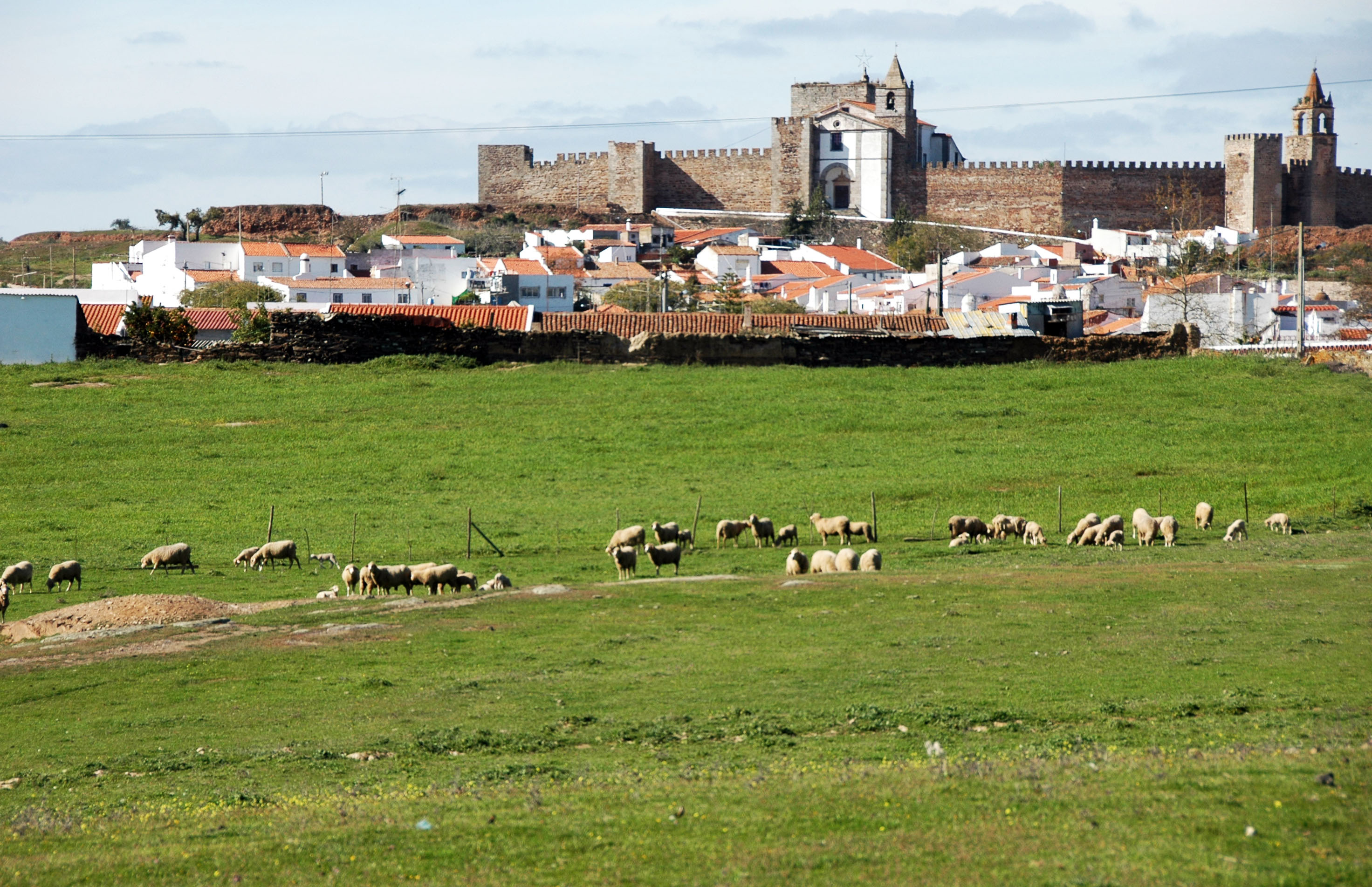
Mourão, Portugal. Em último plano o castelo medieval e, ao centro, a Igreja Matriz.

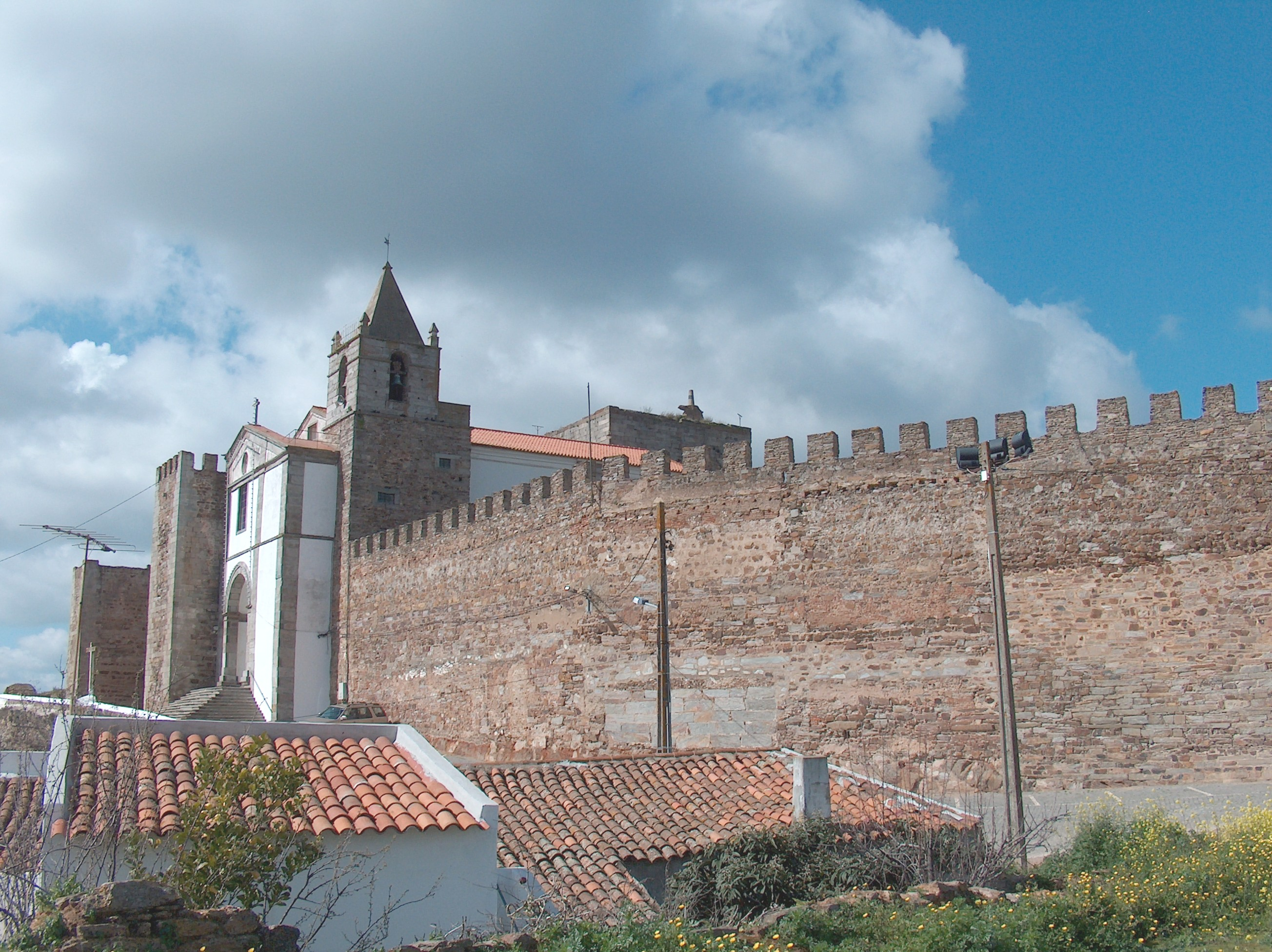
Vista da Igreja Matriz de N. Sra. das Candeias, Mourão.

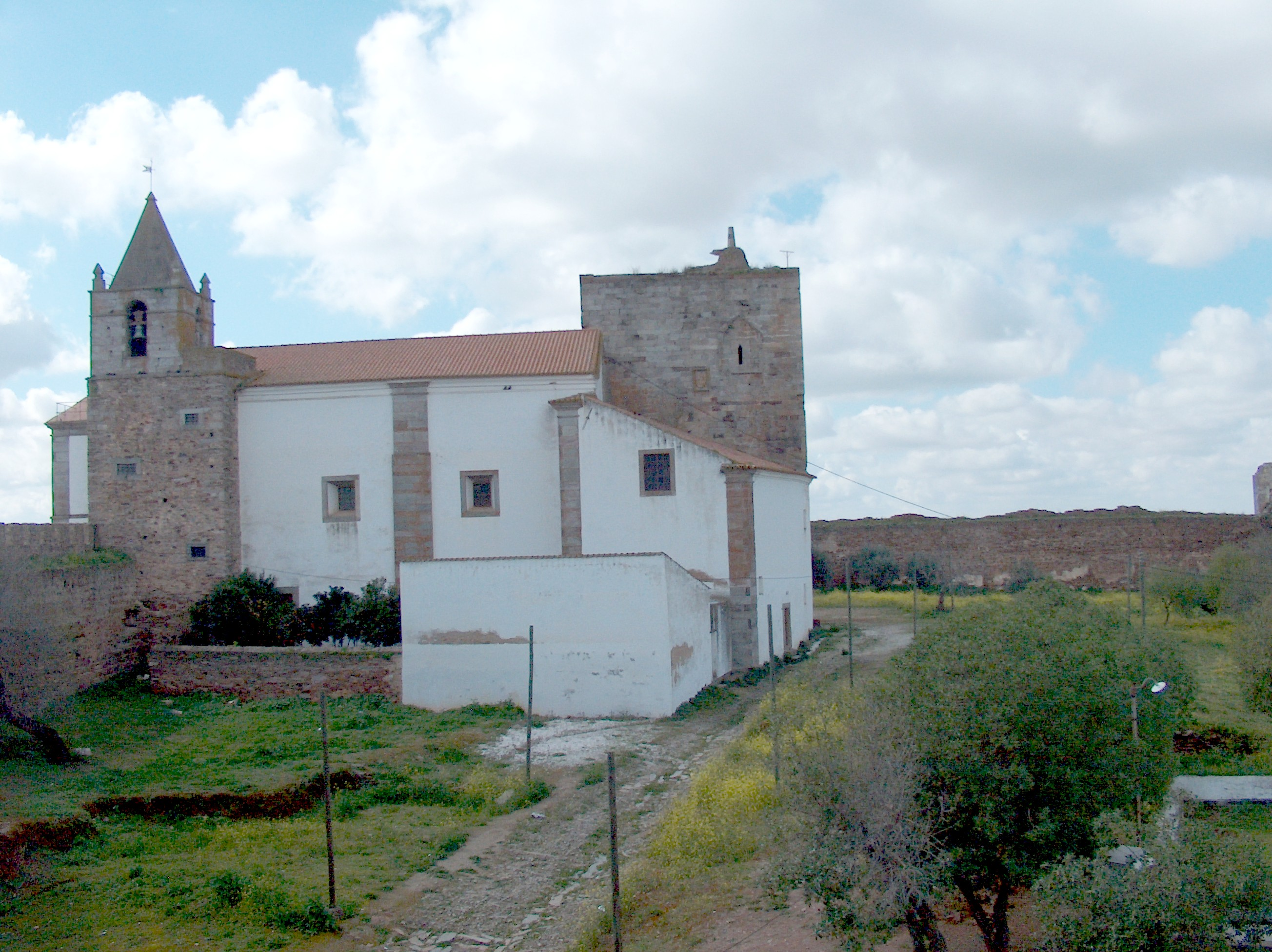
Igreja Matriz de N. Sra. das Candeias, Mourão; vista lateral.

A Igreja Matriz de Nossa Senhora das Candeias, ou Igreja de Nossa Senhora da Purificação, localiza-se no Castelo de Mourão, na freguesia e município de Mourão, distrito de Évora, em Portugal.

## História
O templo foi erguido por determinação régia do então príncipe-regente D. Pedro, futuro Pedro II de Portugal, datada de 20 de fevereiro de 1681. Foi encarregado do projeto o engenheiro D. Diogo Pardo de Osório.
Quando do terramoto de 1 de novembro de 1755, o seu interior sofreu grandes danos.
Sofreu intervenção de conservação e restauro nas décadas de 1960 e 1970. Não se encontra classificada pelo poder público.

## Características
Exemplar de arquitetura religiosa, em estilo barroco.
Apresenta planta retangular, com fachada voltada a sul, acedida por um pórtico inscrito em arco redondo e lavrado em mármore branco, com lintel e frontão cortado, integrando as armas reais de Portugal ladeadas pela cruz de Avis, e pela Virgem e o Menino, na parte superior.
Em seu interior apresenta uma ampla nave com quatro altares laterais (Capela das Almas, São João Batista, São Pedro e Capela do Santíssimo Sacramento) e cabeceira de três capelas.
A capela-mor possui um elevado arco triunfal, construído no cimafronte por pintura mural que preenche todo o espaço até à abóbada. O altar-mor mostra um retábulo de talha polícroma, de fustes salomónicos, sem guarnição. Nele destaca-se a imagem da padroeira, Nossa Senhora das Candeias, em estilo gótico-manuelino, confecionada em pedra ançã, com cerca de 1,20m de altura.
Na torre sineira, os 3 sinos da campana, em bronze, são vulgares, fundidos em 1946.

## A lenda da igreja
De acordo com uma antiga lenda local, Nossa Senhora terá aqui aparecido sob um tojal, nas cercanias do castelo. Após a primitiva ermida do castelo ter sido demolida, o atual templo foi levantado com pedras das muralhas, afirmando-se que nesta igreja, sob o altar-mor estaria esse tojo. Entretanto, as obras promovidas no interior do templo em nossos dias, quando todo o altar-mor foi levantado, não confirmam essa tradição, nada tendo sido encontrado.